# Beksjön
Beksjön är en sjö i Alvesta kommun i Småland och ingår i Mörrumsåns huvudavrinningsområde. Sjöns area är 0,014 kvadratkilometer och den är belägen 175 meter över havet.